# Psittacosaurus meileyingensis
Psittacosaurus meileyingensis (gr. "lagarto con pico de loro de Meileyingzi") es una especie del género extinto Psittacosaurus  es un género de dinosaurios ceratopsianos psitacosáuridos, que vivió a mediados del período Cretácico, hace aproximadamente 110 millones de años, en el Albiense, en lo que hoy es Asia. Fue descrita por Sereno y Zhao, junto con otros dos colegas chinos, en 1988. Perteneció a la Formación de Jiufotang, cerca del pueblo de Meileyingzi, provincia de Liaoning, al noreste de China. Esta especie se conoce de cuatro cráneos fósiles, uno asociado con algún material esquelético, encontrado en 1973 por científicos chinos. La edad de Jiufotang en Liaoning es desconocida, pero en la provincia vecina de Mongolia Interior, se la ha datado de unos 110 millones de años, en la época Albiense del Cretácico inferior.
P. meileyingensis es la especie con el más corto hocico y volante óseo, haciendo al cráneo casi circular en perfil. La órbita, la cuenca ocular, es rugosamente triangular, y hay una prominente pestaña en el borde inferior del dentario, un rasgo también visto en el P. major, y a un grado menos en el P. mongoliensis, P. lujiatunensis, P. sattayaraki, y P. sibiricus. El cráneo tipo completo, probablemente adulto, mide 13,7 centímetros de largo.